# Árpád Somogyi
Árpád Somogyi [šomodi] (maďarsky Somogyi Árpád; 8. července 1948 Tešedíkovo – červen 2014 tamtéž), chybně uváděný jako Jozef Somogyi, byl slovenský fotbalista maďarské národnosti. Po skončení hráčské kariéry působil jako fotbalový trenér, rozhodčí a činovník (funkcionář).

## Hráčská kariéra
Začínal v Družstevníku Tešedíkovo, odkud v dorosteneckém věku přestoupil do Slovanu Bratislava. Během základní vojenské služby hrál za Červenou hviezdu Bratislava.
Za Slovan Bratislava nastoupil ve čtyřech zápasech československé ligy (31.10.1970–22.11.1970) a v jednom utkání Poháru mistrů evropských zemí (4. listopadu 1970), aniž by skóroval.
Po odchodu z bratislavského Slovanu hrál nižší soutěže za Válcovny plechu Frýdek-Místek (1971–1974), Elektrosvit Nové Zámky (1974–1977), Družstevník Tešedíkovo (1977–1981), TJ Vlčany (1981–1983) a opět Družstevník Tešedíkovo (1983–1984).

### Evropské poháry
Za Slovan Bratislava nastoupil v jednom utkání Poháru mistrů evropských zemí v ročníku 1970/71. Toto odvetné utkání druhého kola se hrálo ve středu 4. listopadu 1970 v Bratislavě a domácí Slovan v něm zvítězil nad řeckým mužstvem Panathinaikos Athény poměrem 2:1 (poločas 1:0), což mu však k postupu nestačilo. Před začátkem druhého poločasu byl Árpád Somogyi nahrazen Ladislavem Móderem. Po porážce 0:3 z prvního utkání v Aténách byl Slovan Bratislava z dalších bojů vyřazen. Řeckého mistra tehdy trénoval Ferenc Puskás a dokráčel s ním až do finále PMEZ.

### Prvoligová bilance
| Ročník             | Zápasy | Góly | Minuty | Klub                       |
| ------------------ | ------ | ---- | ------ | -------------------------- |
| I. liga 1970/71    | 4      | 0    | 315    | TJ Slovan ChZJD Bratislava |
| CELKEM I. ČS. LIGA | 4      | 0    | 315    |                            |

## Trenérská, rozhodcovská a funkcionářská kariéra
Po skončení hráčské kariéry se stal trenérem. Později působil jako rozhodčí.
Na začátku 90. let 20. století byl předsedou klubu ŠK Družstevník Tešedíkovo. Ve výboru ŠK Tešedíkovo pracoval až do své smrti.